# Sròn a' Choire Ghairbh
Sròn a' Choire Ghairbh är ett berg i Storbritannien.   Det ligger i kommunen Highland och riksdelen Skottland, i den nordvästra delen av landet, 700 km nordväst om huvudstaden London. Toppen på Sròn a' Choire Ghairbh är 937 meter över havet.
Terrängen runt Sròn a' Choire Ghairbh är huvudsakligen kuperad.Runt Sròn a' Choire Ghairbh är det mycket glesbefolkat, med 2 invånare per kvadratkilometer. Närmaste större samhälle är Spean Bridge, 12,9 km söder om Sròn a' Choire Ghairbh. I omgivningarna runt Sròn a' Choire Ghairbh växer i huvudsak blandskog.